# Ve con él
«Ve con él» es la décima canción del quinto álbum de estudio de El Cuarteto de Nos, Otra navidad en las trincheras.

## Canción
La canción es un cover de un tema de Los Beatles llamado Anna (Got to Him), sólo que aquí la letra está tomada con un efecto de comicidad, al igual que Bo cartero que es otro tema que ellos parodiaron y que también los Beatles y otros artistas como The Carpenters hicieron su cover.

## Personal
- Roberto Musso: Voz, guitarra
- Riki Musso: Guitarras
- Santiago Tavella: Bajo
- Álvaro Pintos: Batería

- Datos: Q108042884